# Swiatłana Szyława
Swiatłana Dzmitryjeuna Szyława (biał. Святлана Дзмітрыеўна Шылава, ros. Светлана Дмитриевна Шилова, Swietłana Dmitrijewna Szyłowa; ur. 18 kwietnia 1961 w Uljanowiczach w rejonie sieneńskim) – białoruska lekarka i polityk, w latach 2008–2016 deputowana do Izby Reprezentantów Zgromadzenia Narodowego Republiki Białorusi IV i V kadencji; kandydat nauk medycznych (odpowiednik polskiego stopnia doktora).

## Życiorys
Urodziła się 18 kwietnia 1961 roku we wsi Uljanowicze, w rejonie sieneńskim obwodu witebskiego Białoruskiej SRR, ZSRR. Ukończyła Miński Państwowy Instytut Medyczny. Odbyła aspiranturę w specjalności „położnictwo i ginekologia”. Jest docentem i lekarką wyższej kategorii, posiada stopień kandydata nauk medycznych (odpowiednik polskiego stopnia doktora). Pracę rozpoczęła jako sanitariuszka w Centralnym Szpitalu Rejonowym miasta Sienno. Następnie pracowała jako pielęgniarka, lekarka ginekologiczno-położnicza, przewodnicząca komitetu związku zawodowego Szpitala Klinicznego Nr 5 w Mińsku, asystentka, docent Katedry Położnictwa i Ginekologii Białoruskiego Państwowego Uniwersytetu Medycznego, główna ginekolog-położna Ministerstwa Ochrony Zdrowia Republiki Białorusi.
27 października 2008 roku została deputowaną do Izby Reprezentantów Zgromadzenia Narodowego Republiki Białorusi IV kadencji z Południowo-Wschodniego Okręgu Wyborczego Nr 99 miasta Mińska. Pełniła w niej funkcję zastępczyni przewodniczącego Stałej Komisji ds. Ochrony Zdrowia, Kultury Fizycznej, Rodziny i Młodzieży. Od 13 listopada 2008 roku była członkinią Narodowej Grupy Republiki Białorusi w Unii Międzyparlamentarnej. 18 października 2012 roku została deputowaną do Izby Reprezentantów V kadencji z tego samego okręgu wyborczego. Pełniła w niej funkcję zastępczyni przewodniczącego tej samej komisji. Jej kadencja w Izbie Reprezentantów zakończyła się 11 października 2016 roku.

## Prace
Swiatłana Szyława jest autorką ponad 85 drukowanych prac naukowych.

## Odznaczenia
- Podziękowanie Prezydenta Republiki Białorusi;
- Gramota Pochwalna Komitetu Ochrony Zdrowia Mińskiego Miejskiego Komitetu Wykonawczego;
- Gramota Pochwalna Ministerstwa Ochrony Zdrowia Republiki Białorusi;
- Gramota Pochwalna Zgromadzenia Narodowego Republiki Białorusi;
- Odznaka „Wybitny Pracownik Ochrony Zdrowia”[1].

## Życie prywatne
Swiatłana Szyława jest mężatką, ma troje dzieci.